# Alster (Schiff, 1928)
Die Alster des Norddeutschen Lloyd (NDL) war der neunte seiner überwiegend nach Flüssen benannten Schnellfrachter für den Ostasien- und Australdienst, die sich in Details unterschieden.
Zu Beginn des Zweiten Weltkriegs befand sich das Schiff in der Heimat. 1940 wurde die Alster als Transporter für das Unternehmen Weserübung eingesetzt. Sie gehörte zur „Ausfuhrstaffel“ und sollte schwere Ausrüstungsteile und Versorgungsgüter den für die Eroberung von Narvik eingesetzten Truppen bringen und den Hafen möglichst früh nach der Besetzung erreichen. Das allein fahrende Schiff wurde am 10. April 1940 vom britischen Zerstörer Icarus nördlich von Bodø aufgebracht. Der Versuch der Selbstversenkung misslang.
Als britische Prise Empire Endurance wurde die ehemalige Alster am 20. April 1941 im Nordatlantik durch das deutsche U-Boot U 73 auf 53° 5′ 0″ N, 23° 14′ 0″ W versenkt. Es gab 65 Tote und 29 Überlebende.

## Geschichte des Schiffes
Die Alster wurde 1928 von der zur Deschimag gehörenden Vulkanwerft in Hamburg unter der Baunummer 211 gefertigt. Sie lief am 5. Januar 1928 vom Stapel und wurde am 25. Februar 1928 abgeliefert. Zuvor hatte die Werft schon das Schwesterschiff Oder unter der Baunummer 210 gebaut. Die ersten vier Schiffe des neuen Schnellfrachtertyps des NDL hatte der Bremer Vulkan mit Franken, Schwaben (Zweimaster), Aller und Main (Viermaster) zwischen April 1926 und August 1927 geliefert. Drei weitere Aufträge hatte die Deschimag mit der Lahn an ihr Werk Tecklenborg sowie mit Mosel und Neckar an das Stammwerk Weser verteilt, die etwas länger waren und mit einer Abdampfturbine geliefert wurden. Von den sechs folgenden Neubauten der Serie baute der Hamburger Deschimag-Betrieb noch unter den Baunummern 213/214 die Schwesterschiffe Isar und Donau, die als einzige der Serie einen Maierform-Löffelbug erhielten.
Die Alster war 155,42 m lang und 19,39 m breit. Vermessen war das Schiff mit 8514 BRT und 5328 NRT bei einer Tragfähigkeit von 12000 tdw. Wie die vorangegangenen Schiffe der Serie hatte sie vier Masten, einen Schornstein, ein rundes Heck und einen leicht geneigten Bug.
Der Antrieb erfolgte über eine Dreifach-Expansionsmaschine und eine angeschlossene Abdampfturbine. Insgesamt standen 6500 PSi zur Verfügung, die der Alster eine Dienstgeschwindigkeit von 14 Knoten ermöglichten.

### Einsatz bis zum Kriegsbeginn
Die Alster wurde in der zweiten Hälfte 1928 dem Australdienst des NDL zugewiesenen, wo die neuen Mosel, Lahn, Neckar und Alster zwischen Juni und September erstmals eingesetzt wurden, nachdem die Schnellfrachter Main und Aller schon vorher eingesetzt worden waren.

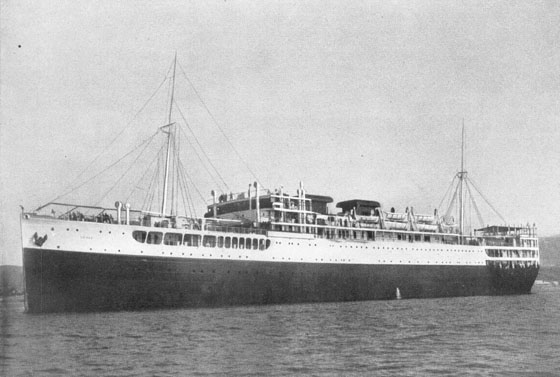
Die französische Eridan

Die Alster blieb bis 1939 im Dienst nach Australien. Sie und ihre Schwesterschiffe liefen in der Regel durch das Mittelmeer auf der Aus- wie Rückreise. Am 28. Mai 1933 verließ die Alster Brisbane mit der Rekordladung (nach 1918) von 19473 Ballen Wolle, um in Melbourne noch weitere Ballen vor der Abreise nach Europa zu übernehmen. Dort sollten Bordeaux, Antwerpen, niederländische Häfen, Bremen, Hamburg und Gdingen angelaufen werden. Die Übernahme erfolgte im Wettbewerb mit dem französischen Motorschiff Eridan (9927 BRT).  Neben dieser Saisonlast und Weizen wurden hauptsächlich Erze von Australien nach Europa transportiert. Im Sommer 1936 setzt der NDL die Alster ein, um das 50-jährige Jubiläum seiner Australienfahrten zu feiern, die im Juli 1886 mit dem Postdampfer Salier begannen. 1936 war die Alster als größtes Schiff neben den Schnellfrachtern Aller (7627 BRT) und Main (7624 BRT), der Mosel (8428 BRT) sowie der zum Frachter umgebauten älteren Köln (7881 BRT) eingesetzt. Dazu kamen noch die kleineren Erlangen und Goslar (beide 6040 BRT) im Australien- und Neuseeland-Dienst. Auch das neugebaute Motorschiff Cairo (3183 BRT, sp. Memel) war 1935 nach Australien eingesetzt worden.

Die vorrangig nach Australien eingesetzte Alster lief zumindest Im Herbst 1938 auch im „Westküstendienst“ von Bremen nach Chile.
Als die Alster im Sommer 1939 zum letzten Mal von Antwerpen in Australien eintraf, lud sie für die Rückfahrt vor allem Bleikonzentrat. Auf dem Schiff kam eine junge Frau nach Australien, deren Geschichte in der australischen Presse ein breites Echo fand. Sie berichtete, das ihr Verlobter als Jude mehrfach zwischen Deutschland und Polen hin und her abgeschoben worden war.
Am 18. August 1939 traf die Alster wieder in Hamburg ein. Ihre fast umgehend begonnene erneut Ausreise wurde in Bremen wegen der Kriegsgefahr abgebrochen.

### Kriegseinsatz
Im September 1939 machte das Schiff eine Fahrt zum Erztransport auf der Ostsee nach Luleå und beladen zurück nach Hamburg. Im Dezember kam die Alster bei der Übersiedlung von Baltendeutschen aus Lettland zum Einsatz und brachte 1250 Übersiedler vor Weihnachten von Riga nach Danzig.
Am 18. März 1940 wurde die Alster als Transporter für die Operation Weserübung, die deutsche Besetzung Norwegens, herangezogen. Sie wurde der „Ausfuhrstaffel“ zugeteilt, die das schwere Gerät der ersten Landungseinheiten transportieren sollten.

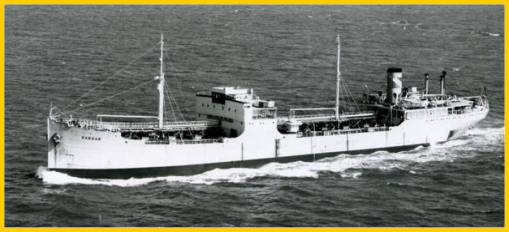
Der Tanker Kattegat

In den ersten Stunden des 3. April verließ die Alster mit den beiden anderen für Narvik vorgesehenen Transportern Bärenfels und Rauenfels sowie dem Tanker Kattegat Brunsbüttel, um bis zum 9. April Narvik zu erreichen. Dort sollte auch noch das als Tanker eingesetzte Walfang-Mutterschiff Jan Wellem aus der sogenannten Basis Nord bei Murmansk eintreffen, die schließlich als einziger deutscher Versorger das Ziel schon vor der eigentlichen Invasion erreichte.

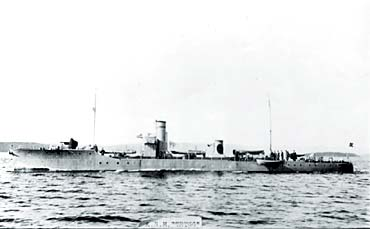
HNoMS Trygg

Bei Erreichen der norwegischen Küste gingen Alster und die Kattegat in die norwegischen Hoheitsgewässer und gaben gegenüber dem dortigen Küstenschutz vor, auf dem Weg nach Murmansk zu sein. Begleitet vom norwegischen Torpedoboot Trygg und mit Unterstützung norwegischer Lotsen liefen beide Schiffe bis Kopervik auf Karmøy südlich von Stavanger, wo sie am 5. April eintrafen. Dort standen keine Lotsen mehr zur Verfügung. Die Alster setzte ihre Reise noch am gleichen Tag fort, während die Kattegat erst am folgenden Tag Kopervik verließ. In Kopervik wurden Alster und Kattegat vom Torpedoboot Stegg überprüft, ohne dass die Norweger etwas Beanstandungswürdiges fanden.  Am 8. April erreichte die Alster den Vestfjord, wo sie auf das norwegische Wachboot Syrian stieß, das sie vor einem im Rahmen der Operation Wilfred gerade gelegten britischen Minenfeld warnte. Die Alster lief weiter nach Bodø, um die weitere Entwicklung abzuwarten. Als am 10. April der Krieg zwischen Deutschland und Norwegen begann, wurde die Syrian in Marsch gesetzt, um die Alster an der Weiterreise zu hindern. Als sie den deutschen Frachter wieder entdeckte, entschied sich der Kommandant des kleinen Wachboots, die Alster nicht zu entern, da er vermutete, sie sei bewaffnet und habe Truppen an Bord. Als die Alster versuchte, der Syrian zu entkommen, funkte das Wachboot dies an die britischen Kriegsschiffe in der Nähe.
Der zur Suche nach der Alster eingesetzte Leichte Kreuzer Penelope lief dabei nahe Bodø auf und erlitt schwere Schäden. Noch am 10. April brachte aber der britische Zerstörer Icarus die Alster im Vestfjord nördlich von Bodø auf. Die deutsche Besatzung versuchte vergeblich, ihr Schiff zu versenken, da nur einer der vorbereiteten Sprengsätze zur Explosion gebracht werden konnte.
Nach der Kaperung der Alster war kein deutscher Transporter mehr auf dem Weg nach Narvik, da die Rauenfels am Tag zuvor kurz vor Narvik auf die ablaufenden britischen Zerstörer gestoßen war, die sie versenkten. Die verspätete Bärenfels war in Bergen verblieben und wurde dort entladen. Den deutschen Besetzern unter General Eduard Dietl blieben daher nur die Vorräte aus der rechtzeitig eingetroffenen Jan Wellem und eroberte Vorräte aus dem Lager Elvegårdsmoen der Norwegischen Armee

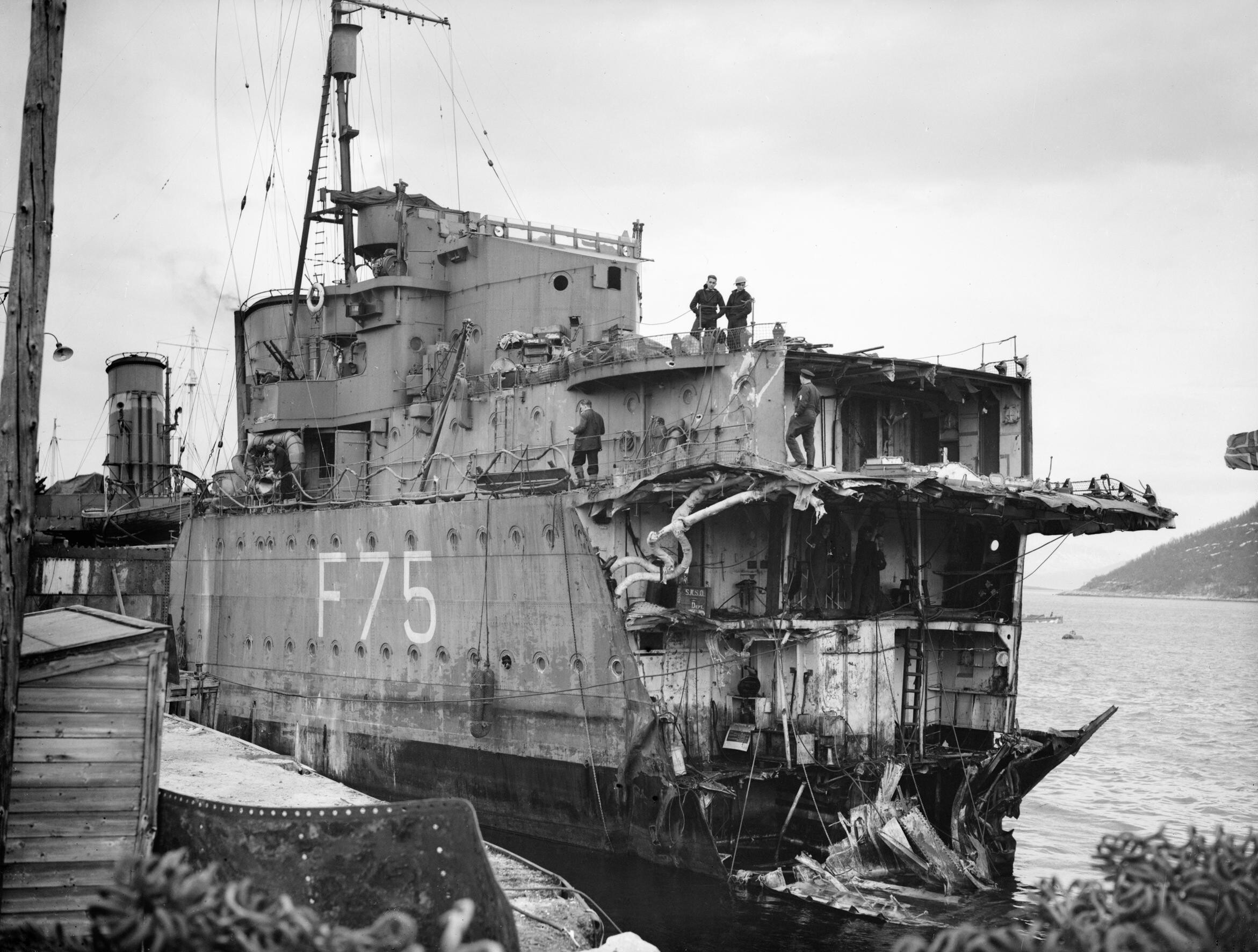
Die beschädigte Eskimo

Die Alster wurde zu der provisorischen britischen Basis am Skjelfjord auf den Lofoten gebracht, wo eine Prisenbesatzung der Penelope die Verantwortung für das Schiff übernahm. Der deutsche Frachter wurde dort, mit zusätzlichen Kränen ausgestattet, als Basis für Reparaturen an beschädigten Einheiten der Royal Navy genutzt, wie dem Zerstörer Eskimo, der seinen Bug vor Narvik verloren hatte. Dazu diente die Alster als Wohnschiff.
Am 24. April verließ die Alster Skjelfjord und verlegte nach Tromsø, wo sie eine britische Besatzung erhielt. Die 80 Mann der Alster, darunter acht Offiziere, wurde mit verschiedenen Schiffen nach Großbritannien gebracht und kamen schließlich in Kriegsgefangenenlager in Kanada. Die Ladung des Schiffes wurde in Tromsø weitgehend den norwegischen Truppen übergeben. Sie bestand u. a. aus 88 Lastwagen, Flak-Geschützen, Flugzeug-Ersatzteilen, Munition, Fernmeldeausrüstung, Koks und Heu. Die mobile Funkstation diente zur Unterstützung eines lokalen Radiosenders und erhebliche Mengen an Feldtelefonen ersetzten bei den norwegischen Truppen alte und verbrauchte Ausrüstung. Einweisung in die deutschen Geräte gaben schwedische Freiwillige.

### Einsatz als britische Prise

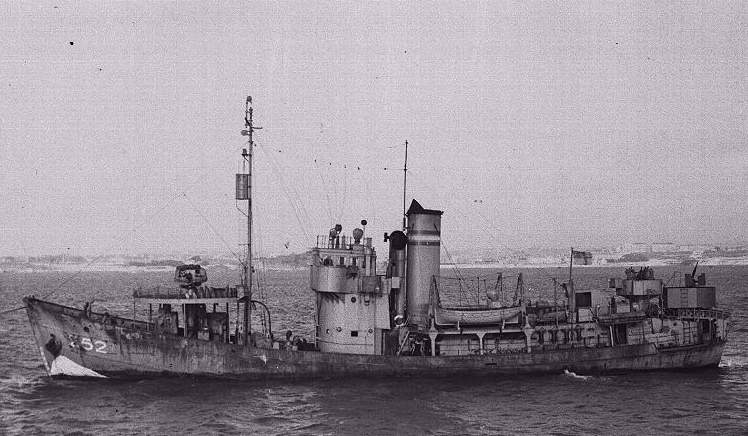
HMS Ullswater

Die Alster  kam ins Dock in Tromsø. Die letzten deutschen Gefangenen kamen von Bord und die britische Prisenbesatzung wurde durch eine zivile norwegische Besatzung ersetzt.  Am 17. Mai lief die Alster in Begleitung des U-Boot-Jägers HMS Ullswater vom Walfängertyp nach Kirkenes in Finnmark aus, um dort eine Ladung Eisenerz zu übernehmen. Ab dem 19. übernahm die Alster etwa 10.000 t Erz und lief dann mit der Ullswater und einem norwegischen Wachboot nach Harstad, wo sie am 26. Mai eintraf. Während ihres Aufenthalts wurde die neue britische Basis mehrfach durch die Luftwaffe angegriffen.
Am 27. Mai verließ die Alster in einem Geleitzug von fünf Schiffen, darunter die  schwer beschädigte Eskimo, Harstad nach Großbritannien. Neben der Erzladung hatte sie noch 209 britische Soldaten, 46 norwegische Soldaten und 72 deutsche Kriegsgefangene an Bord. An Deck transportierte sie den „B“-Geschützturm der Eskimo, der im Rahmen der Notreparatur des Zerstörers abgenommen worden war. Als die Alster am 31. Mai in Scapa Flow eintraf, gab sie die Masse ihrer Passagiere ab und lief dann mit einem norwegischen Schiff und den Zerstörern Ashanti und Bedouin weiter nach Rosyth.
Die Alster wurde dann an das britische Transportministerium abgegeben und in Empire Endurance umbenannt. Als Heimathafen wurde Middlesbrough angegeben und die Booth Steamship Co Ltd. bereederte das Schiff. Nach einigen Fahrten im Küstenbereich schloss sich die Empire Endurance dem Geleitzug OA 202 am 21. August zu ihrer ersten Transatlantikreise an. Nach Auflösung des Geleitzuges schon am 25. lief sie nach Montreal, wo sie am 3. September 1940 eintraf. Die Rückreise begann am 12. September und sie schloss sich dem Konvoi HX 74 an, den sie am 2. Oktober verließ, um in den Clyde zum Löschen ihrer Ladung einzulaufen.

Die zweite Ausreise der Empire Endurance erfolgte am 25. Oktober im Konvoi OB 234. Ihr Ziel war erneut Montreal, wo sie am 6. November eintraf, um dann ab dem 18. November zum Clyde bis zum 27. November zurückzukehren.

Die dritte Ausreise führte vom 5. bis 17. Januar 1941 im Konvoi OB 270 nach Saint John (New Brunswick). Die Rückreise der Empire Endurance erfolgte vom 3. bis 21. Februar 1941.

### Die letzte Reise
Ab dem 23. Februar lief die Empire Endurance mehrere Häfen in Wales und im Südwesten Englands zur Ladungsübernahme und zu Instandsetzungen an. Am 19. April verließ sie Milford Haven, um über Kapstadt nach Alexandria zu gehen. An Bord waren eine Besatzung von 90 Personen und fünf Passagiere. Als Decksladung waren zwei Küstenschutzboote vom Typ Fairmile „B“, ML-1003 und ML-1037, an Bord. In der Nacht zum 20. April wurde die alleinfahrende Empire Endurance südwestlich von Rockall nach einem nicht erkannten Fehlschuss mittschiffs von einem Torpedo des deutschen U-Boots U 73 getroffen. Nach einem zweiten Torpedotreffer zerbrach Empire Endurance und sank mit 65 Mann der Besatzung und einem Passagier. Am 21. April konnte die HMCS Trillium (K172), eine kanadische Korvette der Flower-Klasse, 20 Besatzungsmitglieder und vier Passagiere aufnehmen. Am 9. Mai rettete das britische Motorschiff Highland Brigade noch fünf weitere Besatzungsmitglieder. Die Toten der Empire Endurance werden auf dem Tower Hill Memorial in London geehrt.